# Mai i Julia Bui-Ngoc
Siostry Bui – polsko-francuski duet artystyczny tworzony przez Mai Bui-Ngoc (ur. 1981 w Warszawie) i Julię Bui-Ngoc (ur. 1984 w Nicei). Są to interdyscyplinarne artystki, realizujące projekty z dziedziny filmu, choreografii, performansu, sztuki muzealnej, architektury oraz teatru. Julia Bui-Ngoc to reżyserka filmowa i teatralna, rzeźbiarka, tancerka, choreografka i założycielka Szkoły Tańca z Wachlarzami Bojowymi. Mai Bui-Ngoc jest architektką, operatorką filmową i reżyserką, współautorką licznych projektów architektonicznych zrealizowanych w Polsce oraz współzałożycielką pracowni Bui–Pędowska Architekci. Siotry Bui zdobyły liczne nagrody w różnych dziedzinach sztuki.

## Życiorys

### Korzenie rodzinne
Siostry Bui pochodzą z rodziny o znaczącym dziedzictwie kulturowym, łączącym tradycje polskie, wietnamskie i zachodnioeuropejskie. Ich dziadkowie, Krystyna i Stefan Starczewscy, byli istotnymi postaciami polskiej inteligencji i opozycji demokratycznej. Stefan Starczewski (1935–2014) był filologiem polskim, pedagogiem oraz współzałożycielem Komitetu Helsińskiego w Polsce, działaczem opozycji demokratycznej w czasach PRL, wiceministrem kultury w rządzie Tadeusza Mazowieckiego i uczestnikiem obrad Okrągłego Stołu. Krystyna Starczewska (ur. 1937) jest doktorką filozofii, polonistką, pedagożką oraz założycielką I Społecznego Liceum Ogólnokształcącego „Bednarska” w Warszawie; była też aktywną działaczką opozycji demokratycznej, uczestniczką obrad Okrągłego Stołu oraz redaktorką prasy podziemnej w Polsce w latach 1945–1989.
Ojciec, Nam Bui Ngoc, to mistrz chińskich sztuk walki, aktor teatralny i filmowy oraz nauczyciel wu shu, który zdobył m.in. tytuł mistrza Europy w taijiquan w 1995 roku. Matka, Anna Bui Ngoc, jest psychoterapeutką i superwizorką terapii poznawczo-behawioralnej. Julia i Mai Bui Ngoc mają trzy siostry. Najstarsza, Lan Bui-Wrzosińska (ur. w Warszawie w 1979 r.), posiada doktorat z psychologii. Jest stypendystką Uniwersytetu Columbia, Open Society Foundations, Fundacji na rzecz Nauki Polskiej oraz Ministerstwa Nauki i Szkolnictwa Wyższego. Wykłada na SWPS w Warszawie. Publikuje w prestiżowych czasopismach, takich jak American Psychologist i Negotiation Journal. Swoją wiedzę i doświadczenie wykorzystuje w scenariuszach oraz we współpracy przy kreacjach filmowych sióstr Bui. Michalina Duda (ur. 1999 w Warszawie) jest aktorką i studentką scenografii filmowej. Występuje w większości filmów sióstr Bui. Desi Kunsa urodziła się w Tybecie. W wieku dziesięciu lat udało jej się wyjechać do Polski, gdzie znalazła schronienie. Obecnie studiuje sztukę operatorską w Łodzi.

### Młodość i edukacja
W latach osiemdziesiątych rodzina z powodów politycznych musiała opuścić Polskę, emigrując do Francji. Nam Bui Ngoc miał zasądzoną karę śmierci za odmowę powrotu do Wietnamu, gdyż nie chciał opuścić swojej polskiej rodziny. Z kolei Anna Bui Ngoc otrzymywała groźby związane z działalnością podziemną jej rodziców. Początki życia na emigracji były trudne. Rodzina trafiła do ośrodka dla uchodźców, a po jego opuszczeniu zmagała się z nędzą i bezrobociem. Następnie jednak, dzięki determinacji Nama i Anny, udało się poprawić pozycję społeczną rodziny. Matka zadbała o edukację córek, a ojciec rozpoczął trenowanie ich w kung-fu. Treningi były prowadzone w duchu szkoły Shaolin, w której ojciec sam się wychowywał. W 1994 roku Julia zdobyła Mistrzostwo Francji w kung-fu, otrzymując złoty medal w stylu południowym i w walce. Rok później Mai również zdobyła Mistrzostwo Francji w kung-fu, zdobywając złote medale w stylu północnym i południowym oraz brąz w walce. Najstarsza siostra, Lan, była mistrzynią Francji w kung-fu trzy razy z rzędu. Ojciec, będący trenerem córek, także odnosił sukcesy – zdobył Mistrzostwo Europy w Tai Chi i otworzył szkołę kung-fu na południu Francji.
Ścieżki edukacyjne i zainteresowania obu sióstr rozwijały się w różnych kierunkach. Mai ukończyła College Jean Médecin w Sospel we Francji, po czym w 1997 roku otrzymała stypendium do Felixstowe International College w Anglii. Po powrocie do Polski zdała maturę w I Społecznym Liceum Ogólnokształcącym w Warszawie. Następnie w latach 2000–2004 kontynuowała naukę na Wydziale Architektury Politechniki Warszawskiej, gdzie zdobyła tytuł magistra inżyniera architektury w 2004 roku. Studia uzupełniała na École Nationale Supérieure d’architecture de Bretagne w Rennes, a swoją wiedzę filmową poszerzyła w latach 2006–2008 w Akademii Filmu i Telewizji w Warszawie.
Julia natomiast po wyjeździe z Francji w 1995 roku została uczennicą Ogólnokształcącej Szkoły Baletowej w Łodzi, a potem I Społecznego Liceum Ogólnokształcącego w Warszawie. Następnie w latach 2007–2011 studiowała na Akademii Sztuk Pięknych w Warszawie, gdzie w 2011 uzyskała tytuł magistra sztuk pięknych z wyróżnieniem w „Kowalni” profesora Grzegorza Kowalskiego. Od 2003 r. związana była z Ośrodkiem Praktyk Teatralnych „Gardzienice”. Ukończyła reżyserię filmową w Szkole Wajdy w 2020 roku i w Warszawskiej Szkole Filmowej w 2018 roku, gdzie obecnie uczy.

### Kariera artystyczna
Siostry Bui rozpoczęły swoją działalność w obszarze sztuki wizualnej, realizując projekty w Centrum Sztuki Współczesnej Zamek Ujazdowski. Pod kuratelą Fabio Cavallucciego w roku 2010 odbyły się tam ich pierwsze wystawy. Dzięki sprzedaży pracy „Ariadna” do zbiorów muzealnych CSW artystki zainwestowały w sprzęt filmowy, co umożliwiło im rozwój w obszarze sztuki wideo. W 2011 roku zrealizowały projekt „PERSONA”, inaugurujący Performance Day w Centrum Sztuki Współczesnej.
Pierwszy krótkometrażowy film sióstr Bui, Lucid Dream, zdobył nagrodę Prix de la Découverte na festiwalu Chalon Tout Court we Francji w 2010 roku oraz wyróżnienie dla najlepszego filmu krótkometrażowego na Off Plus Camera w Krakowie. Ich wideoklip „Propaganda”, promujący utwór zespołu Łąki Łan, otrzymał nominację do najlepszego teledysku 2010 roku na Festiwalu Yach.
W 2018 roku siostry zostały laureatkami stypendium „Młoda Polska”  Ministerstwa Kultury i Dziedzictwa Narodowego, dzięki któremu powstał film krótkometrażowy Świtezianka (2018), inspirowany balladą Adama Mickiewicza. Film ten zdobył liczne nagrody, w tym Platinum Remi Award na WorldFest Houston oraz nominację do Nagrody im. Jana Machulskiego. Produkcja została również doceniona w edukacji – znalazła się w podręcznikach szkolnych i stała się częścią programu nauczania w Polsce. Cyklicznie jest wyświetlana w warszawskim kinie Iluzjon. Kolejny krótkometrażowy film duetu, Władczyni lasów, również zdobył liczne nagrody. Siostry stworzyły ponadto wiele nagradzanych teledysków dla polskich artystów, takich jak Jakub Józef Orliński, Kayah, Justyna Steczkowska czy Margaret.
W ramach eksperymentów z wykorzystaniem sztucznej inteligencji w 2024 roku powstał teledysk „Utopce” dla zespołu Kosy, który zdobył nagrodę za najlepszy teledysk AI na gali Europe Music Awards, a także nominacje na Festiwalu Polskich Wideoklipów w Łodzi oraz na Międzynarodowym Festiwalu AI Artist w Pekinie.
Julia Bui osiągnęła sukcesy także jako reżyserka teatralna. Jej spektakl Babaryba, czyli kobieta po grecku zdobył Grand Prix na Festiwalu Dionizje w 2008 roku. W latach 2003–2009 Julia prowadziła warsztaty teatralne związane z działalnością teatru Gardzienice, m.in. na Columbia University (Nowy Jork), Yale University (USA), w Teatrze La MaMa (USA), w Hebbel–Theater (Berlin), w Centrum im. Meyerholda (Moskwa), w Barbican Centre – The Pit (Londyn) oraz w amfiteatrze z VI wieku p.n.e. w Sykionie (Grecja).
Mai Bui Ngoc rozwijała karierę w dziedzinie architektury. Jako członkini pracowni JEMS Architekci współtworzyła nagradzane projekty, w tym Międzynarodowe Centrum Kongresowe w Katowicach (2008) oraz projekt zagospodarowania okolic Stadionu Narodowego w Warszawie. W 2020 roku otrzymała Nagrodę Prezydenta Miasta Warszawy za współautorstwo siedziby Transportowego Dozoru Technicznego. W 2013 roku zdobyła indywidualne nagrody za projekt upamiętnienia Wielkiej Synagogi w Warszawie oraz koncepcję Ronda Tybetu. Zaprojektowała także pierwszy dwukondygnacyjny dom na wodzie w Polsce.

## Dorobek twórczy

### Filmy krótkometrażowe
- 2023: Blue Carrots – produkcja, reżyseria, scenariusz, montaż, obraz: siostry Bui[38]
- 2022: Władczyni lasów – produkcja, reżyseria, scenariusz, montaż, obraz: siostry Bui[21]
- 2018: Świtezianka – koprodukcja, reżyseria, scenariusz, montaż, obraz: siostry Bui[21][25]
- 2010: Tarot – produkcja, reżyseria, scenariusz, montaż, obraz: siostry Bui
- 2010: Podszepty – produkcja, reżyseria, scenariusz, montaż, obraz: siostry Bui[38]
- 2010: Agnozja – produkcja, reżyseria, scenariusz, montaż, obraz: siostry Bui[38][17]
- 2010: Lucid Dream – produkcja, reżyseria, scenariusz, montaż, obraz: siostry Bui[2]

### Teledyski
- 2024: Justyna Steczkowska – „Witch Tarohoro”, reżyseria, scenariusz, montaż, obraz: siostry Bui[38]
- 2024: Kosy – „Utopce”, produkcja, reżyseria, scenariusz, montaż, obraz: siostry Bui[38]
- 2024: Laboratorium Pieśni – „Saidalo”, produkcja, reżyseria, scenariusz, montaż, obraz: siostry Bui[39]
- 2024: Łąki Łan – „Ona sama”, produkcja, reżyseria, scenariusz, montaż, obraz: siostry Bui[40]
- 2023: Music Inspired by – „Perun”, produkcja, reżyseria, scenariusz, montaż, obraz: siostry Bui[38]
- 2023: Music Inspired by – „Swaróg”, produkcja, reżyseria, scenariusz, montaż, obraz: siostry Bui[41]
- 2022: Kayah & Arek Kłusowski – „Niech zimy nie będzie”, produkcja, reżyseria, scenariusz, montaż, obraz: siostry Bui[28]
- 2022: Micuła – „Rojava”, produkcja, reżyseria, scenariusz, montaż, obraz: siostry Bui[42]
- 2020: Łąki Łan – „EVO”, produkcja, reżyseria, scenariusz, montaż, obraz: siostry Bui[43]
- 2019: Jakub Józef Orliński – „Pena Tirana”, produkcja, reżyseria, scenariusz, montaż, obraz: siostry Bui[38]
- 2018: Justyna Jary – „Jak gorąco”, produkcja, reżyseria, scenariusz, montaż, obraz: siostry Bui[38]
- 2017: Sutari – „Siostra”, produkcja, reżyseria, scenariusz, montaż, obraz: siostry Bui[38]
- 2014: Margaret – „Wasted”, produkcja, reżyseria, scenariusz, montaż, obraz: siostry Bui[44]
- 2014: Maria Sadowska – „Life is a Beat”, produkcja, reżyseria, scenariusz, montaż, obraz: siostry Bui[45][27]
- 2014: Cochise – „Destroy the Angel”, produkcja, reżyseria, scenariusz, montaż, obraz: siostry Bui[27]
- 2013: Ifi Ude – „Arktika”, produkcja, reżyseria, scenariusz, montaż, obraz: siostry Bui[27]
- 2013: Cochise – „The Sun Also Rises for Unicorns”, produkcja, reżyseria, scenariusz, montaż, obraz: siostry Bui[46]
- 2012: Czessband – „Pałacyk Michla”, produkcja, reżyseria, scenariusz, montaż, obraz: siostry Bui[27]
- 2012: Ifi Ude – „My Baby”, produkcja, reżyseria, scenariusz, montaż, obraz: siostry Bui[27]
- 2012: Łąki Łan – „Lovelock”, produkcja, reżyseria, scenariusz, montaż, obraz: siostry Bui[27]
- 2012: Karolina Cicha – „Miękkie maszyny”, produkcja, reżyseria, scenariusz, montaż, obraz: siostry Bui[27]
- 2012: Jazzpospolita – „Czerwona flaga”, produkcja, reżyseria, scenariusz, montaż, obraz: siostry Bui[27]
- 2011: Propabanda – „Tutti frutti”, produkcja, reżyseria, scenariusz, montaż, obraz: siostry Bui[27]
- 2010: Łąki Łan – „Propaganda”, produkcja, reżyseria, scenariusz, montaż, obraz: siostry Bui[27]

### Sztuka
- 2018: Tryptyk Dla Grzegorza K. – Muzeum Sztuki Nowoczesnej, Warszawa
- 2013: Persona – Otwarcie Performance Day, Centrum Sztuki Współczesnej, Warszawa[18][17]
- 2012: Gęstość – Centrum Sztuki Współczesnej, Warszawa[17][2]
- 2012: Księżycowy Pierrot – Międzynarodowy Festiwal Muzyki Współczesnej „Warszawska Jesień” – Filharmonia Narodowa, Warszawa[47][11]
- 2011: Ariadny – Centrum Sztuki Współczesnej, Warszawa[2][17]
- 2011: Obszar – Prague Quadrennial, Muzeum Narodowe w Pradze[4][2]
- 2009: Fantome 4’63 – Białystok[17]
- 2007: Krzesło – TVP Kultura, Lubelskie Towarzystwo Zachęty Sztuk Pięknych, Instytut Teatralny, Nowy Wspaniały Świat, Galeria Krzysztofa Pułtoraka i Katarzyny Haber[2][15]

### Teatr
- 2021: TAO Droga Smoka, reż. Julia Bui – Gardzienice, Europejski Ośrodek Praktyk Teatralnych[48]
- 2019: Dzikie Żurawie, reż. Julia Bui – Gardzienice, Europejski Ośrodek Praktyk Teatralnych[49]
- 2015: Księżniczka Lieu Hanh, reż. Julia Bui – Gardzienice, Ośrodek Praktyk Teatralnych[50]
- 2009: Przy drzwiach zamkniętych, reż. Julia Bui – Instytut Teatralny, Teatr Praga (Centrum Artystyczne Fabryka Trzciny), Awia (Centrum Artystyczne Fabryka Trzciny), Gardzienice – Ośrodek Praktyk Teatralnych[51]
- 2007: Babaryba, czyli kobieta po grecku, reż. Julia Bui – Teatr Praga, Teatr Wytwórnia, Panorama – TVP2[52][32]
- 2008–2024: Taniec z Wachlarzami Bojowymi, w reż. i choreografii Julia Bui – Teatr Wielki Opera Narodowa (Muzeum Teatralne), Teatr Dramatyczny (z cyklu Krytyki Politycznej „Debiuty”), Centrum Sztuki Współczesnej Zamek Ujazdowski (CSW Laboratorium Live), Gwiazdy tańczą na lodzie – TVP2 – transmisja na żywo z udziałem Justyny Steczkowskiej, Top Model (sezon 1.) – TVN – transmisja na żywo
- 2007–2009: Ifigenia w Aulidzie, w reż. Włodzimierza Staniewskiego, choreografii Julia Bui – Gardzienice, Teatr La MaMa (2007, Nowy Jork), Delfy (2008, Grecja), Ryga (2008), Porsgrunn (2008), Aleksandria (2009)[52]

## Nagrody i wyróżnienia

### Filmy
Świtezianka (2018)
- 2019: Platinum Remi Award – Niezależny film krótkometrażowy – fantasy – WorldFest Houston – 52nd International Film Festival, Houston, USA[53]
- 2019: Gold Award – najlepszy film krótkometrażowy – Filmstrip International Film Festival, Rumunia[53]
- 2019: Nominacja w kategorii najlepszy montaż – Nagrody im. Jana Machulskiego – CINEMAFORUM, Warszawa, Polska[22][23]
- 2018: Golden Sawa Grand Prix – najlepszy film krótkometrażowy – Action On Film International Film Festival, Las Vegas, USA[23][22]
- 2018: Najlepsza produkcja, najlepsza reżyseria oraz najlepsze zdjęcia – Action On Film International Film Festival, Las Vegas, USA[23]
- 2018: Award of Excellence – najlepszy film krótkometrażowy – Accolade Competition, Kalifornia, USA[53]
- 2018: Award of Excellence – najlepszy film krótkometrażowy – Best Shorts Competition, Kalifornia, USA[53]
- 2018: Najlepszy film fantasy – European Cinematography Awards, Amsterdam, Holandia[53]
- 2018: Złoty Kopernik w kategorii sztuka – Festiwal Filmów Edukacyjnych „Edukino”, Warszawa, Polska[22][23]
- 2018: Najlepszy film krótkometrażowy – Oniros Film Awards, Włochy[54][53]
- 2018: Mindie Award – krótkie filmy narracyjne – Miami Independent Film Festival (Mindie), Miami, USA[53]
- 2018: Najlepszy krótkometrażowy dramat – Changing Face International Film Festival, Australia[53]
- 2018: Najlepszy film krótkometrażowy – Calcutta International Cult Film Festival, Indie[53]
- 2018: Nagroda Publiczności – Bytom Film Festival, Polska[55]
- 2018: Najlepszy film – Ciudad del Este Independent Film Festival (CEIFF), Paragwaj[56]
- 2018: Najlepszy film krótkometrażowy – Foreign – Queen Palm International Film Festival, Palm Springs, USA
- 2018: Nominacja w kategorii Festival Prize – Międzynarodowy Konkurs Filmów Krótkich – Two Riversides Film and Art Festival, Kazimierz Dolny, Polska[53]
- 2018: Finalista w kategorii najlepszy film – Ann Arbor Polish Film Festival, Michigan, USA[57]

F*cking Blue Carrots (2022)
- 2022: Wyróżnienie – Festiwal Filmowy KIFF Kino Gram, Warszawa, Polska[58]

Władczyni lasów (2022)
- 2022: Nagroda dla najlepszego filmu krótkometrażowego – NorWesCon – Speculative Film Fest, USA[2][11]
- 2022: Finalista w kategorii najlepszy film – Rhode Island International Film Festival, USA[11]
- 2022: Najlepszy film fantasy – SHORT to the Point, Bukareszt, Rumunia[2][11]
- 2022: Najlepszy film fantasy – Fotofilm International Short Film Festival, Stambuł, Turcja[59]
- 2022: Najlepszy krótkometrażowy film fantasy – Kosice International Film Festival, Koszyce, Słowacja[11]
- 2022: Najlepszy film fantasy – Paradise Film Festival, Budapeszt, Węgry[11]
- 2022: Najlepszy film studencki – European Cinematography Awards, Amsterdam, Holandia[11]
- 2022: Najlepszy film zagraniczny – HIIFF – Heart International Italian Film Festival, Bolonia, Włochy[11]
- 2022: Najlepszy film krótkometrażowy – Halicarnassus Film Festival, Mulga, Turcja[11]
- 2022: Najlepszy krótkometrażowy film fantasy – Onyko Films Awards, Włochy[11]
- 2022: Najlepszy film krótkometrażowy – The NEXT International Film Festival, Kolkata, Indie
- 2022: Najlepszy film krótkometrażowy – Tarzana Comic Con / Film Fest, Western Cape, RPA[11]
- 2022: Finalista w kategorii najlepszy film – The Pigeon International Film Festival, Islandia[11]
- 2022: Finalista w kategorii najlepszy film – FilmQuest, Utah, USA[11]
- 2022: Crystal Palace International Film Festival, Londyn, Wielka Brytania – nominacja do nagrody festiwalowej[60]
- 2022: 25 GIFF: Genesis International Film Festival, Online – nominacja do nagrody festiwalowej[11]
- 2023: Specjalne wyróżnienie – Si-Fan International Film Festival, Edynburg, Szkocja
- 2022: Najlepszy film krótkometrażowy – KickOff International Film Festival, Warszawa
- 2022: Specjalne wyróżnienie, najlepszy film fantasy – The French Duck Film Festival[11]

Lucid Dream (2012)
- 2012: Nagroda Prix de la Découverte – festiwal Chalon Tout Court, Francja[17]
- 2012: II miejsce – Międzynarodowy Festiwal Kina Niezależnego Off Camera, Kraków[17]

### Teledyski
„Saidalo” – Laboratorium Pieśni (2024)
- 2024: Najlepszy teledysk folkowy – Audio Shoot International Music Video & Film Festival, Wexford, Irlandia[61]
- 2024: Najlepszy teledysk – Nubes Music Video Awards, Salerno, Włochy[62]

„Utopce” – Kosy (2024)
- 2024: Nominacja do nagrody za najlepszy teledysk – Festiwal Polskich Wideoklipów Yach Film, Łódź, Polska[30]
- 2024: Najlepszy teledysk AI – Europe Music Awards, Słowacja[29]
- 2024: Nominacja do nagrody za najlepszy teledysk na AI Artist Festival, Pekin, Chiny[31]

„Siostra” – Sutari (2018)
- 2024: Finalista – Indie Best Films Festival, Online

„Arktika” – Ifi Ude (2013)
- 2013: Najlepszy teledysk roku – Electronic Wave, Polska[17]

### Sztuki teatralne
Babaryba, czyli kobieta po grecku
- 2007: Zdobywca Grand Prix na festiwalu Dionizje 2008[63][32][17]
- 2007: Sztuka uznana została za najlepsze przedstawienie teatru alternatywnego według pisma Teatr w 2008 roku[32][17]

### Architektura
- 2008: Zwycięzca w Konkursie na projekt Międzynarodowego Centrum Kongresowego w Katowicach (autor: JEMS Architekci – Mai Bui jako współautorka)[64][34]
- 2008: Zwycięzca Konkursu na opracowanie koncepcji zagospodarowania okolic Stadionu Narodowego w Warszawie (autor: JEMS Architekci – Mai Bui jako współautorka)[65]
- 2008: Wyróżnienie w Konkursie na siedzibę Teatru Nowego Projektu (autor: JEMS Architekci – Mai Bui jako współautorka)[66]
- 2009: Wyróżnienie w Konkursie na Muzeum Historii Polski (autor: JEMS Architekci – Mai Bui jako współautorka)[67]
- 2013: Zwycięzca Konkursu Upamiętnienia Wielkiej Synagogi w Warszawie, organizowanego przez Żydowski Instytut Historyczny (autorka: Mai Bui)[68][69]
- 2013: II miejsce w konkursie „Przedszkole Modułowe” (autorka: Mai Bui)[70]
- 2013: Zwycięzca w konkursie na projekt Rondo Tybetu w Warszawie (autorka: Mai Bui)
- 2020: Nagroda Prezydenta Miasta Warszawy dla siedziby Transportowego Dozoru Technicznego (autor: JEMS Architekci – Mai Bui jako współautorka)[35]

### Stypendia
- 2025: uhonorowanie stypendium twórczym Ministra KiDN – Ministerstwo Kultury i Dziedzictwa Narodowego[4]
- 2020: stypendium „Mobilni w Kulturze” – Miasto Stołeczne Warszawa
- 2019: dofinansowanie z Polskiego Instytutu Sztuki Filmowej[11]
- 2016: stypendium „Młoda Polska” – Narodowe Centrum Kultury[20]
- 2012: stypendium twórcze Ministra KiDN – Ministerstwo Kultury i Dziedzictwa Narodowego[4][17]
- 2012: stypendium artystyczne Miasta Stołecznego Warszawy[17]

### Sport
Mai Bui-Ngoc
- 1995, Mistrzostwa Francji w kung-fu:
  - złoty medal – styl północny
  - złoty medal – styl południowy
  - brązowy medal – walka kung-fu[6]
- 1996: złoty medal w compétition départementale we Francji w biegu na długi dystans

Julia Bui-Ngoc
- 1994, Mistrzostwa Francji w kung-fu:
- złoty medal – walka kung-fu[17][71]